# Ingrid Guentherodt
Ingrid Guentherodt (* 6. Juni 1935 in Eschwege; † 4. Februar 2020) war eine deutsche Sprachwissenschaftlerin mit den Hauptarbeitsgebieten Dialektologie, feministische Linguistik und Wissenschaftssprache. Darüber hinaus erforschte sie das Leben und Werk der schlesischen Astronomin Maria Cunitz.

## Leben
Ingrid Guentherodt entstammte einer Eschweger Handwerkerfamilie. Ihr Vater, der Zimmermeister Joachim Johannes Karl Guentherodt, verstarb bereits 1940 als Feldwebel eines Schützenregiments auf dem Truppenübungsplatz bei Mourmelon-le-Grand im damals besetzten Frankreich. Ihre Mutter, Gudrun Auguste Friede Guentherodt geb. Döhle, musste die drei gemeinsamen Töchter daraufhin alleine erziehen.
Nach dem Abitur absolvierte Guentherodt an der Universität Mainz ein Übersetzungsstudium für die Sprachen Französisch, Englisch und Spanisch. Nach dessen Abschluss 1959 konnte sie mit Hilfe eines Fullbright Stipendiums in die Vereinigten Staaten reisen, wo sie 1960–1963 zunächst eine Anstellung an der Universität Austin erhielt und dort mit der Arbeit A phonological analysis of French loanwords in the Palatinate dialect promoviert wurde. Es folgten weitere Tätigkeiten an der privaten Hochschule Manhattanville College in New York (1963–1965), an der Universität Nancy (1965–1967), an der Universität Hawaii (1967–1969) und an der Universität Kansas (1969–1972). Anschließend arbeitete sie bis zu ihrer Pensionierung als Akademische Oberrätin an der Universität Trier.
Guentherodt veröffentlichte 1980 zusammen mit Marlis Hellinger, Luise F. Pusch und Senta Trömel-Plötz die Richtlinien zur Vermeidung sexistischen Sprachgebrauchs. Für die aktuellen Diskussionen über geschlechtergerechte und inklusive Rechts- und Verwaltungssprache ist sie damit zusammen mit den genannten Kolleginnen eine Wegbereiterin.
Anfang der 1980er Jahre wurde Guentherodt während ihrer Beschäftigung mit dem Thema Wissenschaftssprache auf die schlesische Astronomin Maria Cunitz (1610–1664) aufmerksam. Es folgten ausgedehnte und zum Teil von der Deutschen Forschungsgemeinschaft geförderte Forschungsreisen in die USA, Frankreich, Schweiz, Österreich und Polen. Dabei fand  sie beispielsweise in der Polnischen Nationalbibliothek in Warschau einen Gedichtband, der Hinweise auf Cunitz' erste Eheschließung enthielt und mit dem letztlich ihr Geburtsjahr nachweislich ermittelt werden konnte. Guentherodt stellte ihre ersten Forschungsergebnisse im August 1989 auf dem XVIII. Internationalen Kongress für Geschichte der Wissenschaften in Hamburg zur Diskussion.  In den folgenden 20 Jahren veröffentlichte sie zahlreiche grundlegende Arbeiten über die Astronomin. Ihre Quellensammlung dazu übergab sie 2013 der Bibliothek der Archenhold-Sternwarte in Berlin.
Ingrid Guentherodt hat testamentarisch den Deutschen Juristinnenbund als Alleinerben eingesetzt und verfügt, dass mit den erzielten Mitteln ein Promotionsstipendium für Juristinnen jeden Alters eingerichtet werden soll. Das durch diese Mittel finanzierte Stipendium trägt den Namen Dr. Ingrid Guentherodt Stipendium.

## Veröffentlichungen (Auswahl)
1.  Dialektologie
- Der Melodienverlauf bei Fragesätzen in zwei Lothringer Mundarten. In: Phonetica, international journal of phonetic science. Band 19, 1969, ZDB-ID 208832-0, S. 156–169.
- Der Tonhöhenverlauf bei Fragesätzen in Mundarten der Ostpfalz. In: Zeitschrift für Dialektologie und Linguistik. Band 38, 1971, ZDB-ID 204294-0, S. 272–295.
- Dudenrode, Kreis Witzenhausen, Netra, Kreis Eschwege (= Phonai, Lautbibliothek der europäischen Sprachen und Mundarten 14). Tübingen 1982, ISBN 978-3-484-23027-9.

2.  Feministische Linguistik
- Berufsbezeichnungen für Frauen: Problematik der deutschen Sprache im Vergleich mit Beispielen aus dem Englischen und Französischen. In: Osnabrücker Beiträge zur Sprachtheorie (Beiheft). Band 3, 1979, ZDB-ID 282557-0, S. 120–132.
- Behördliche Sprachregelungen gegen und für eine Gleichbehandlung von Männern und Frauen. In: Linguistische Berichte. Nr. 69, 1980, ZDB-ID 505162-9, S. 22–36.
- Androzentrische Sprache in deutschen Gesetzestexten und der Grundsatz der Gleichbehandlung von Männern und Frauen. In: Muttersprache, Vierteljahresschrift für deutsche Sprache. Nr. 94, 1983, ISSN 0027-514X, S. 271–289.

3.  Wissenschaftssprache
- Urania propitia (1650) – in zweyerley Sprachen: lateinisch- und deutschsprachiges Compendium der Mathematikerin und Astronomin  Maria Cunitz. In: Sebastian Neumeister (Hrsg.): Res publica litteraria. Die Institutionen der Gelehrsamkeit in der früheren Neuzeit. Teil 2 (= Wolfenbütteler Arbeiten zur Barockforschung 14). Wiesbaden 1987, ISBN 978-3-447-02727-4, S. 619–640.
- Autobiographische Auslassungen. Sprachliche Umwege und nichtsprachliche Verschlüsselungen zu autobiographischen Texten von Maria Cunitz, Maria Sibylla Merian und Dorothea Christiane Erxleben, geb. Leporin. In: Magdalene Heuser (Hrsg.): Autobiographien von Frauen. Tübingen 1996, ISBN 978-3-484-32085-7, S. 135–151.

4. Maria Cunitz
- Maria Cunitia: Urania propitia. Intendiertes, erwartetes und tatsächliches Lesepublikum einer Astronomin des 17. Jahrhunderts. In: Daphnis. Band 20, 1991, ZDB-ID 121258-8, S. 311–353.
- Frühe Spuren von Maria Cunitia und Daniel Czepko in Schweidnitz 1623. In: Daphnis. Band 20, 1991, ZDB-ID 121258-8, S. 547–584.
- Zum Briefwechsel des schlesischen Gelehrtenehepaars Cunitia / de Leonibus um 1650 mit den Astronomen Hevelius, Danzig und Bullialdus, Paris. In: Klaus-Dieter Herbst u. Stefan Kratochwil (Hrsg.): Kommunikation in der Frühen Neuzeit. Frankfurt/Main 2009, ISBN 978-3-631-58255-8, S. 171–188.